# Scanderbeg
Scanderbeg är en opera (dramma per musica) i tre akter av Antonio Vivaldi. Det italienska librettot är skrivet av Antonio Salvi. Operan uruppfördes den 22 juni 1718 på Teatro della Pergola i Florens. Temat i operan är Skanderbeg, den medeltide albanske folkhjälten. Bara fragment av operan är bevarad.